# Вулиця Михайла Мулика (Івано-Франківськ)
Вулиця Михайла Мулика — вулиця в Івано-Франківську, що веде від перехрестя вулиць Грушевського, Василіянок та Грюнвальдської до Привокзальної площі. Знаходиться на сході центральної частини міста.
Вулиця існує із 1870-тих, на картах міста вперше нанесена у 1877 році. Названа на честь Мечислава Романовського — польського поета і повстанця проти російської імперії 1863 р. Він народився в с. Жукові, навчався у Станиславівській гімназії. Загинув у бою з армією царської Росії.
За часів ЗУНР вулиця носила ім'я Лесі Українки. З 1919 р. поляки повернули першу назву.
Під час німецької окупації названа іменем Коновальця.
У 1944 році радянська влада перейменувала вулицю на Гаркуші — полковника, військова частина якого брала участь у вигнанні нацистів з Івано-Франківська. Родом із Черкаської області. Дійшов до кордону з Угорщиною, де загинув у бою. Посмертно, Миколі Гаркуші, було присвоєне звання Героя Радянського Союзу. Його тіло було доставлено до Станіслава та поховано на меморіальному братському кладовищі, куди виходить вулиця.
В будівлі № 36а 2 серпня 2017 року був освячений храм Святого пророка Іллі УГКЦ, відомий своїми двосторонніми вітражами (автор Ігор Волошин).
13 квітня 2022 року вулицю було перейменовано на честь Михайла Мулика.
Михайло Мулик — український громадський та військовий діяч, вояк дивізії СС «Галичина», в'язень радянських концтаборів, багатолітній голова станиці Галицького братства колишніх вояків 1-ї української дивізії Української Національної Армії, почесний громадянин Івано-Франківська, останній комбатант дивізії СС «Галичина» в Івано-Франківську.

## Галерея

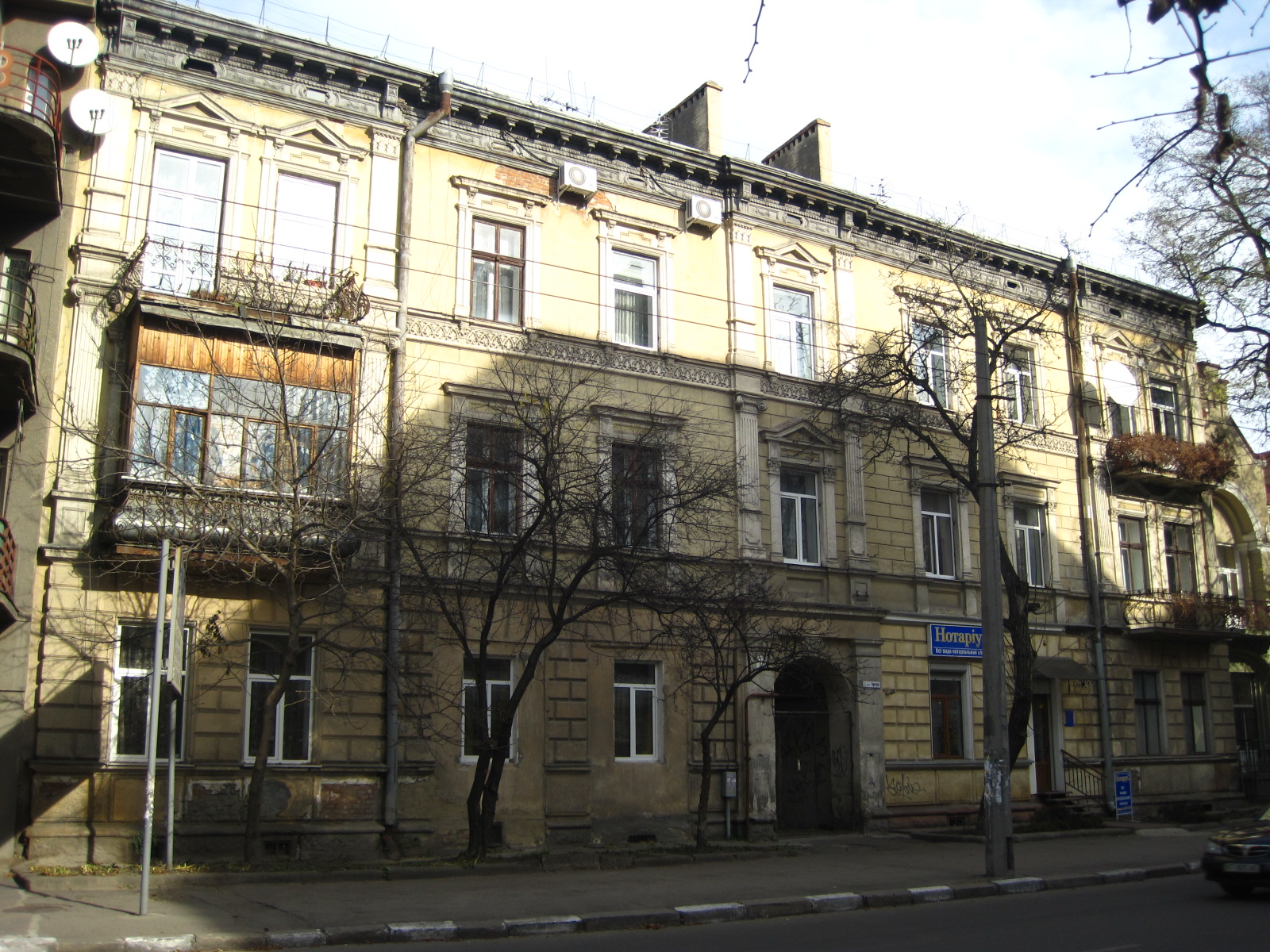
Будівля №7
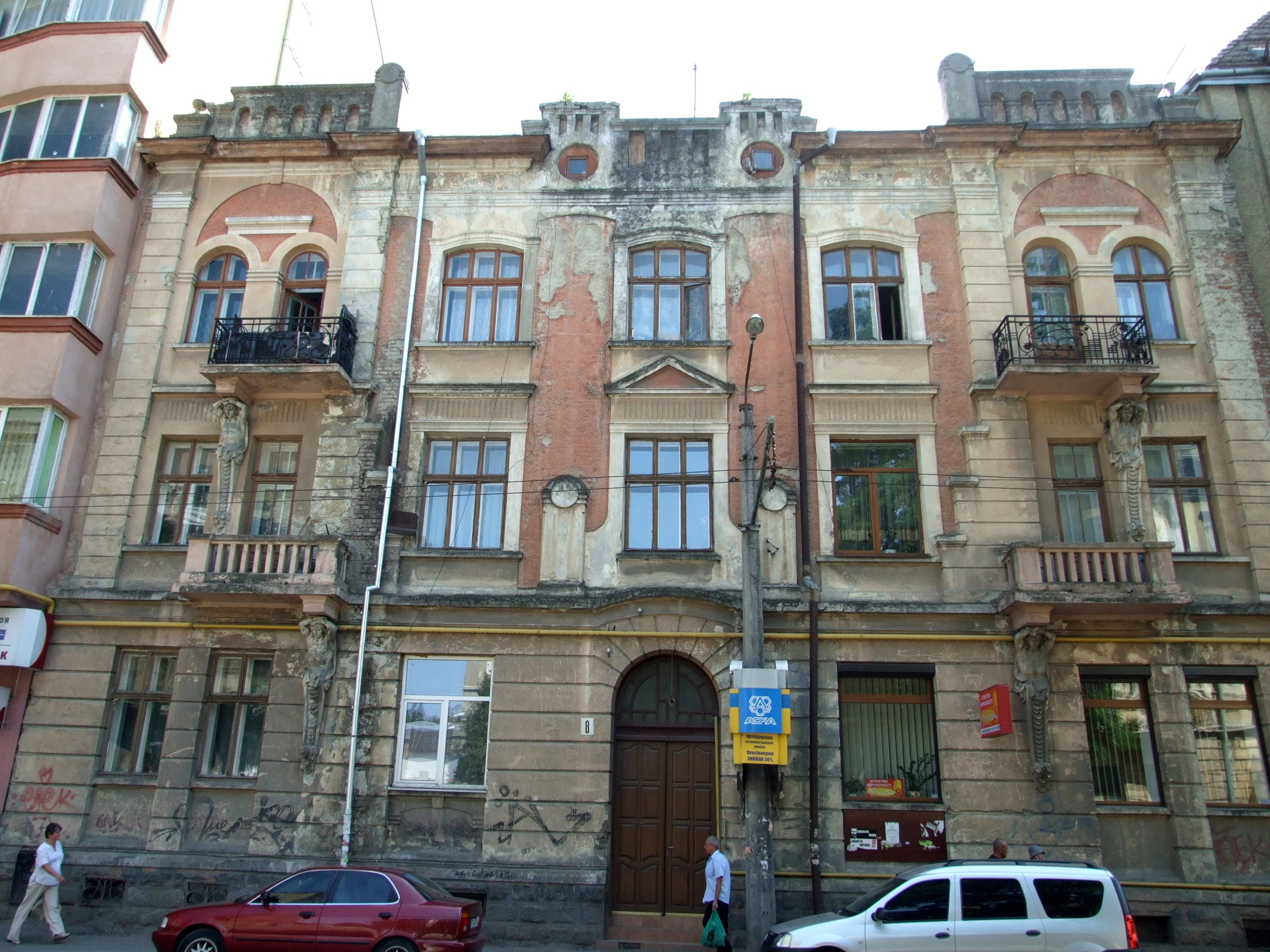
Будівля №8
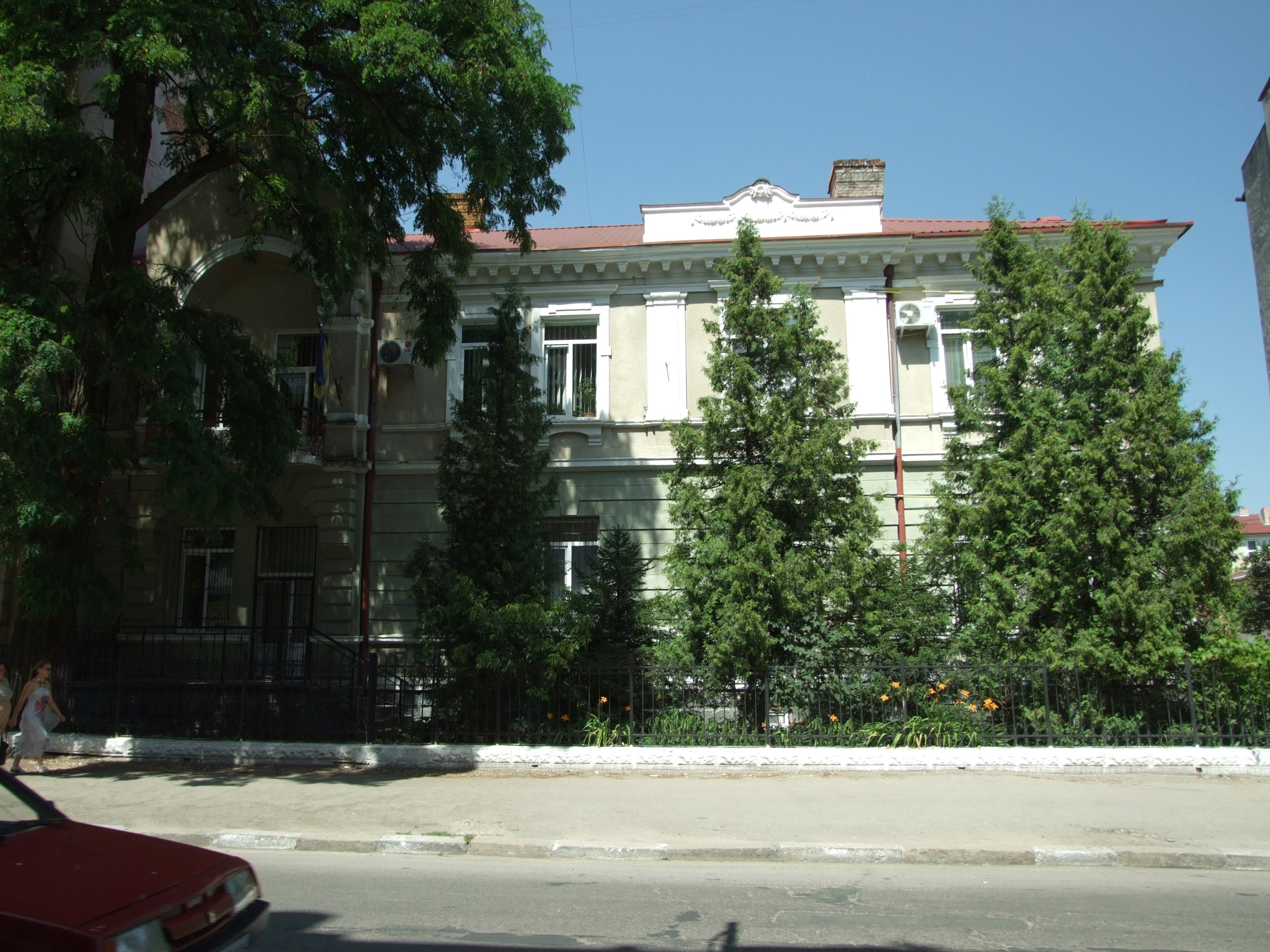
Будівля №9